# Castelo da Costa do Cabo
Castelo da Costa do Cabo (em inglês: Cape Coast Castle) é uma fortificação militar construída no século XVII, localizada na cidade de Cabo Corso, no Gana. Foi declarado como Patrimônio Mundial, tombado pela Organização das Nações Unidas para a Educação, a Ciência e a Cultura (UNESCO), juntamente com outros castelos e fortalezas do país, em 1979. 
Atualmente abriga um museu histórico e a sede regional do Conselho de Museus e Monumentos de Gana.

## História
Em 1653, os suecos comandados por Krusenstjerna, construíram o forte e o denominaram de Carlousburg, em homenagem ao rei da Suécia.
Por ser um local estratégico, o forte foi muito disputado. A Holanda conquistou o forte, em 1658, com o comando de Heinrich Karloff; e o povo Fetu tomou a fortaleza logo depois, em 1661, com os Holandeses a tomando de volta em 1663; Em 1665, os britânicos liderados pelo capitão Holmes, após a Guerra Anglo-Holandesa, conquistaram o forte; Durante a Guerra dos Sete Anos, a França bombardeou a fortificação, causando muitos danos; e em 1760, a Royal African Company comandada por Sir Robert Holmes, reconstruiu a fortaleza, transformando-a em um castelo.
Entre 1700 e 1807, os escravizados eram mantidos na fortificação até serem levados para o Novo Mundo; durante este período, acredita-se que mais de 70.000 pessoas escravizadas foram aprisionadas no forte, onde ficavam algemadas em masmorras por até três meses antes de serem colocadas em um navio para serem transportadas para a América ou Caraíbas.
Os britânicos proibiram o comércio de escravizados, em 1807; e a fortificação passou a abrigar o comércio de metais preciosos, marfim, milho e pimenta. As atividades no castelo, entre os anos de 1750 e 1820, eram administradas, sob subsídio, pela Companhia Africana de Mercadores (African Company of Merchants); Em 1821, a Coroa Britânica assumiu o controle; e colocou a administração sob o comando do Comitê de Mercadores de Londres, em 1828, que passou a abrigar a sede da administração colonial britânica até 1877. O castelo passa a pertencer a Gana, em 1960, quando esta se tornou independente da colonização britânica.

## Museu
O museu foi inaugurado em 1974, em uma das alas do castelo. Possui um acervo etnográfico e arqueológico que conta a história do continente africano. Apresenta exposições sobre a história pré-colonial da Região Central, sobre o tráfico de pessoas escravizadas e sobre a cultura contemporânea. Está aberto ao público diariamente, com entrada paga e horário restrito. A visita pode ser guiada ou independente.

## Galeria de fotos

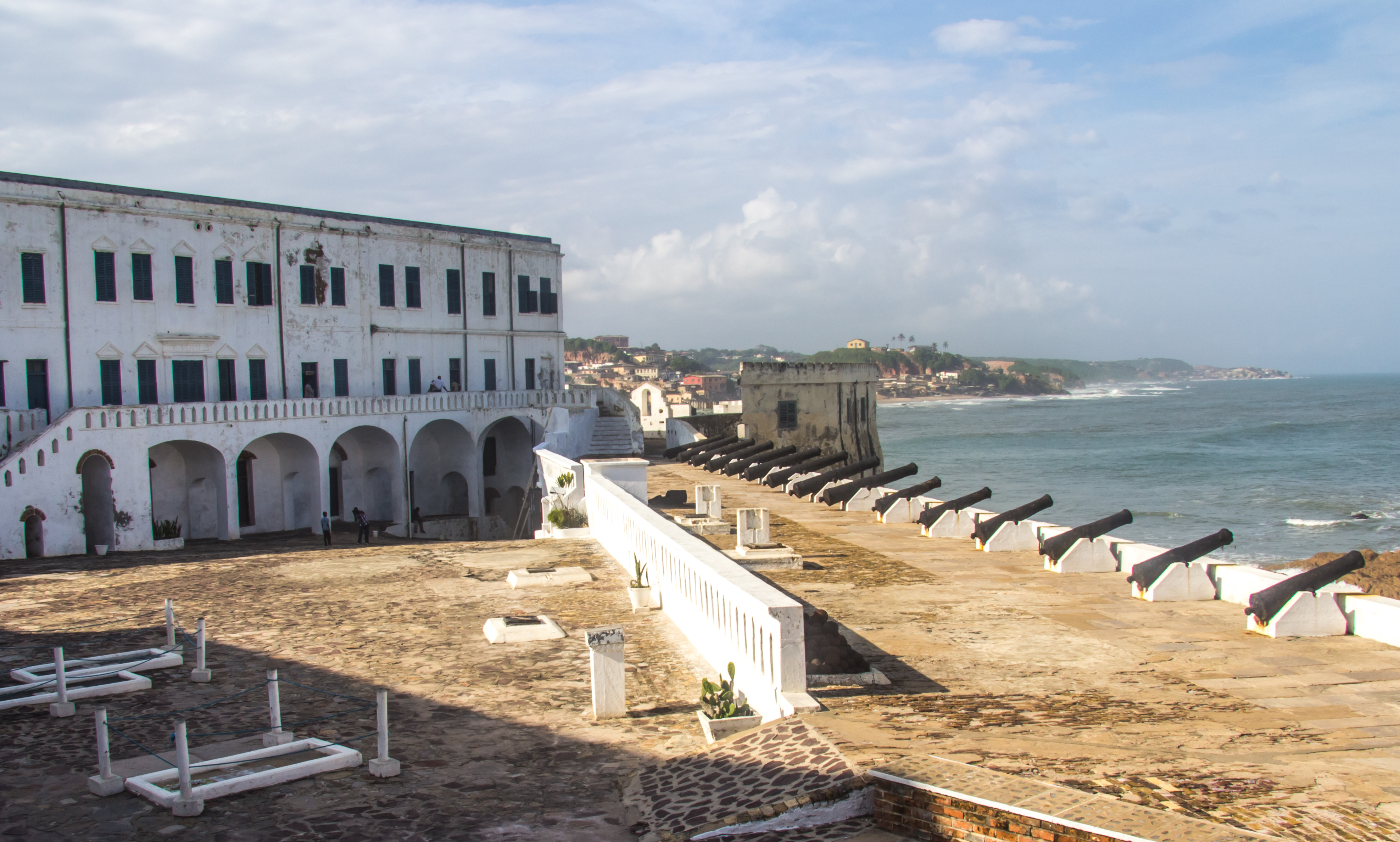
Bateria sudeste
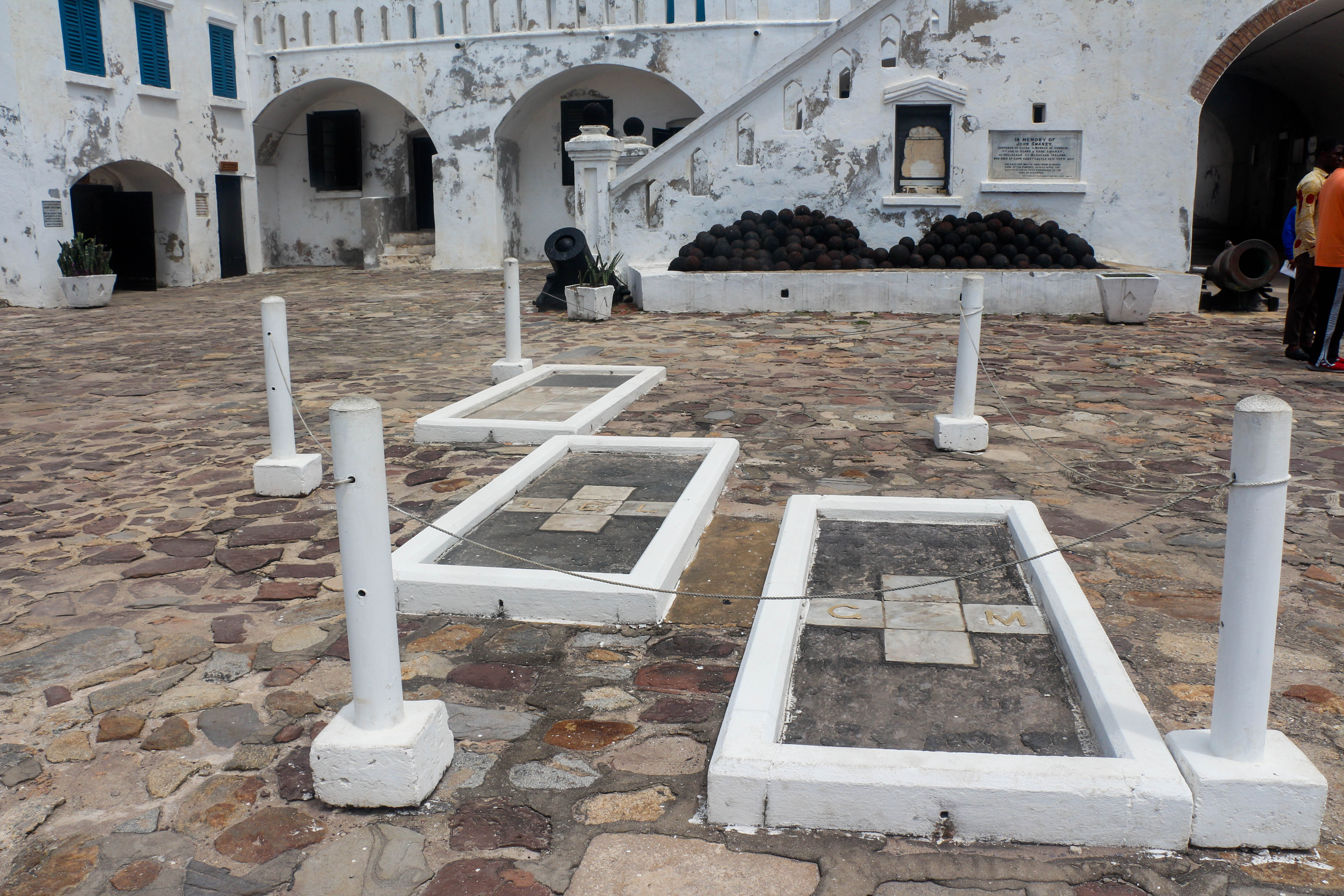
Sepulturas
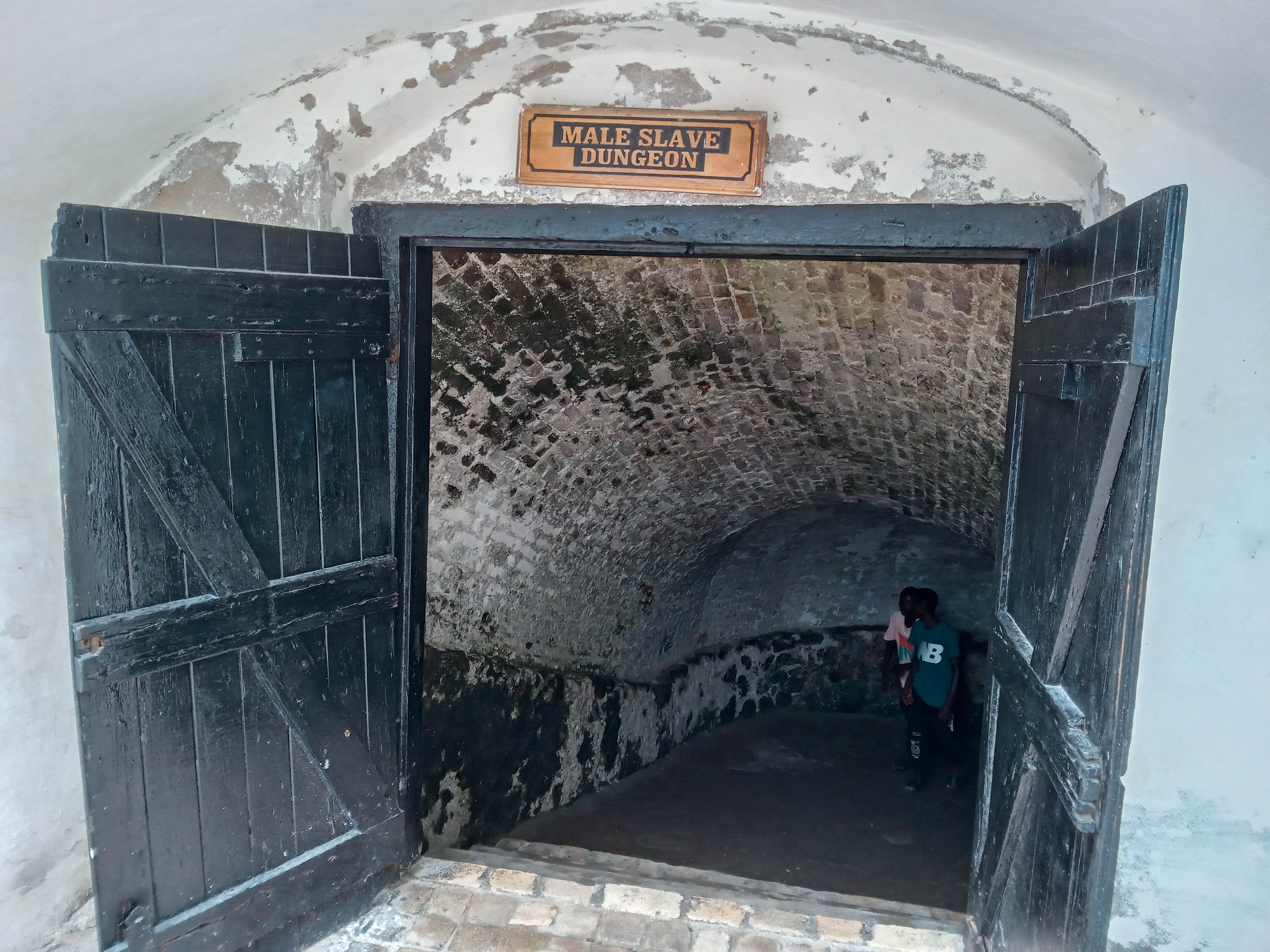
Entrada da masmorra onde homens escravizados ficavam presos
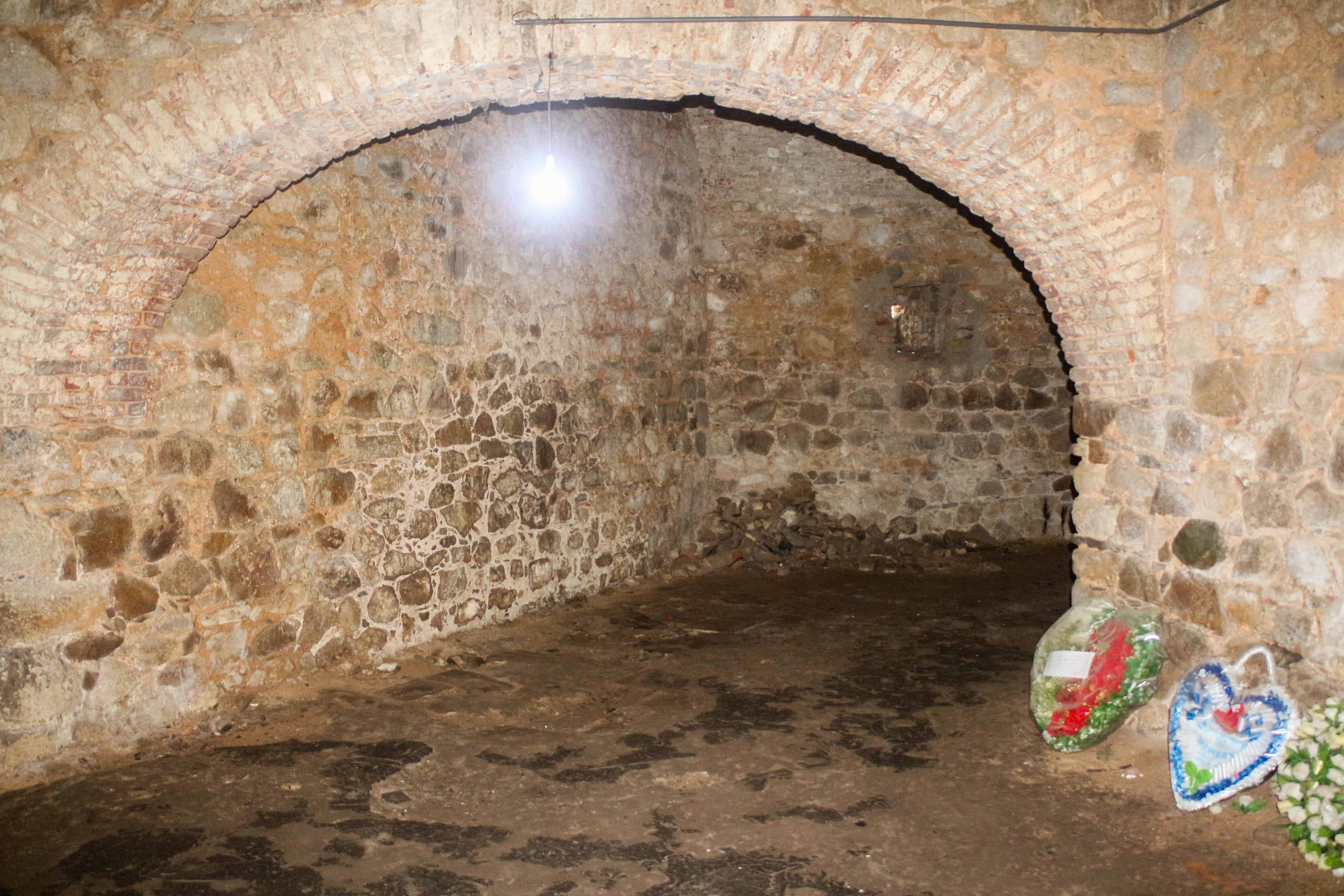
Interior da masmorra onde mulheres escravizadas ficavam presas
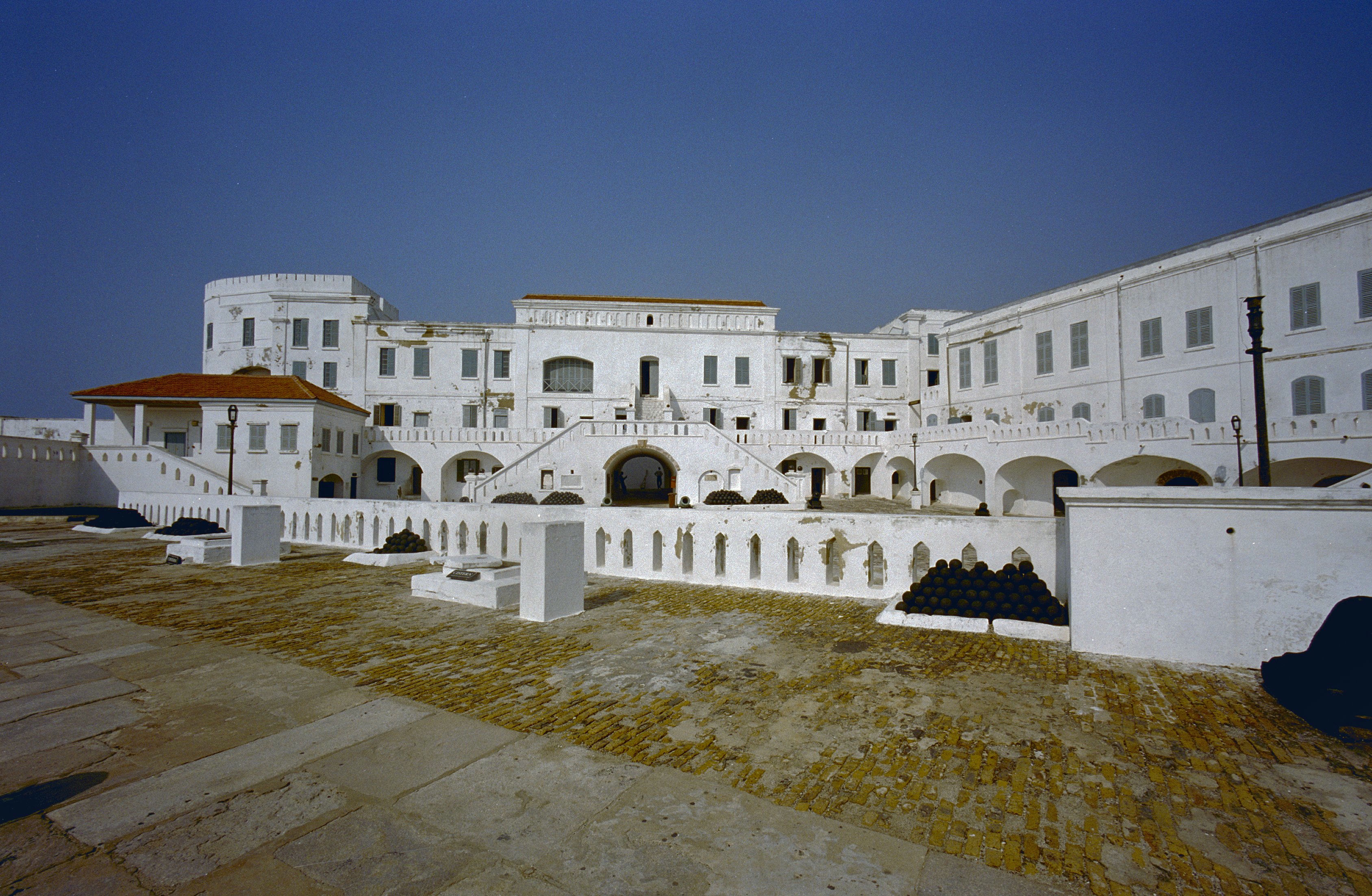
Fachada